# Brittany Broben
Brittany Broben, född 23 november 1995 i Gold Coast, Queensland, Australien, är en australisk simhoppare.